# Форбен, Клод
Клод Форбен (фр. Claude de Forbin, полное имя Claude de Forbin-Gardanne, 6 августа 1656 в Сен-Мало, Бретань — 4 марта 1733) — французский дворянин, сначала шевалье, затем граф. Был французским флотоводцем. В 1685—1688 годах служил в дипломатической миссии в Сиаме. Затем стал губернатором Бангкока и генералом сиамской армии, оставил Сиам незадолго до болезни короля Нарая и свержения того в ходе государственного переворота.

## Биография
Клод Форбен родился в деревне Gardanne в Провансе, в семействе, ведущем род из Марселя XIV века. Позднее род разделился на несколько ветвей и Клод Форбен более всего известен в своей родовой линии Форбен-Гардане.
В детстве он сбежал из дома и под влиянием своего дяди поступил в военно-морской флот, отслужив там первую свою кампанию в 1675 году (сражение при Мессине). Через непродолжительное время он бросил флот и вступил в мушкетёры. Там он на дуэли убил шевалье Гордона и был приговорён к смертной казни парламентом Экса-ан-Прованс; но получил помилование и вступил во флот, выдав себя за своего брата.
Во время американской кампании в 1683 году он служил под руководством адмирала Д’Эстре и Авраама Дюкена, отличившись во всех случаях мужеством и упорством. Также участвовал в бомбардировке Алжира.
Наиболее примечательной частью биографии является миссия Форбена в Сиам. Во время правления греческого авантюриста Константина Геракиса в Сиаме, в рамках проекта ввода в стране христианской религии и перехода к европейской цивилизации, король направил посла к Людовику XIV. В ответ было направлено французское посольство, Форбен сопровождал на борту майора Шевалье де Шамон. Когда Шамон вернулся во Францию, Форбен был вынужден остаться на службе у сиамского короля, хотя и принял с большой неохотой назначение адмиралом, генерала всех королевских войск и губернаторство Бангкока.
Его положение, однако, было непрочным из-за зависти и интриг министра Фалкона, и в конце двухгодичного срок Форбен покинул Сиам, вернувшись во Францию в 1688 году. На посту губернатора Бангкока его заменил шевалье Борегард.
Форбен был назначен командиром фрегата. В Ламанше он вместе с Жаном Баром напал на два английских корабля; англичане одержали верх, Форбен и Барт были взяты в плен и отвезены в Плимут. Вскоре им удалось бежать из плена, и с 1690 до 1696 годы Форбен участвовал во всех главных кампаниях французского флота.
Во время войны за испанское наследство Форбен крейсировал в Адриатическом море и препятствовал Венеции оказывать помощь австрийцам. Он уничтожал австрийские торговые суда, захватывал венецианские корабли, доставлявшие австрийцам военные припасы, опустошил Триест и сделался грозой Адриатического моря.
В 1706 г. он был послан в северные моря и здесь сильно подорвал английскую и голландскую торговлю, захватив и уничтожив 180 с лишним кораблей. В награду за эти подвиги Людовик XIV дал ему титул графа.
В 1708 г. Форбен был поставлен во главе экспедиции в Шотландию, которая должна была высадить в Эдинбурге претендента Якова III и вспомогательный французский отряд в 6000 человек. Недалеко от Эдинбурга Форбен встретился с сильной английской эскадрой и принужден был вернуться в Дюнкерк. Эта неудача лишила Форбена королевского расположения и вызвала его отставку.

## Дополнительная информация
Шесть судов военно-морского флота Франции носили название Форбен.